# كتلة الصادقون
كتلة الصادقون هو ائتلاف سياسي شيعي في العراق بقيادة عدنان فيحان موسى شري.

## التاريخ
الكتلة هي الجناح السياسي لعصائب أهل الحق، جماعة شيعية مناهضة لأمريكا برعاية إيرانية مزعومة.
أعلن زعيم عصائب أهل الحق قيس الخزعلي عن نية مجموعته المشاركة في انتخابات مجلس النواب العراقي 2014 ككتلة سياسية باسم كتلة الصادقون. وعين عدنان فيحان موسى شري الدليمي زعيما للكتلة. طرحت الكتلة مرشحيها في القائمة الانتخابية رقم 218.
لكن اجتماعًا انتخابيًا يقدر بعشرة آلاف من أنصار الكتلة شابه أعمال عنف حيث انفجرت سلسلة من القنابل في مسيرة انتخابية أقيمت في الاستاد الصناعي شرقي بغداد مما أسفر عن مقتل ما لا يقل عن 37 شخصًا وإصابة العشرات، وفقًا للشرطة العراقية. وكان منظمو الجماعة الشيعية يخططون للإعلان في التجمع عن أسماء مرشحيها في الانتخابات البرلمانية.
وانتهى الأمر بفوز كتلة الصادقون بمقعد واحد فقط من إجمالي 328 مقعدًا في مجلس النواب العراقي عام 2014 مع انتخاب مرشحها الناجح من محافظة بغداد.